# 克罗诺基火山
克罗诺基火山（俄语：Кроноцкая сопка, Kronotskaya Sopka）是位于堪察加半岛的一座复式火山。该火山位于克羅諾基湖以东。

## 保护区
该区域有110万公顷被列入克罗诺基自然保护区。